# LAG 40
LAG 40 SB-M1 — автоматичний станковий гранатомет. Був розроблений на замовлення іспанської армії. Створено іспанською фірмою «Santa Barbara Sistemas». Автоматика працює за принципом віддачі напіввільного затвора. Автоматичний гранатомет LAG 40 SB-M1 обслуговують дві людини. Складається на озброєнні у ЗС Іспанії та Португалії.

## ТТХ
- Калібр - 40 мм.
- Маса зброї – 34 кг.
- Маса станка – 22 кг.
- Маса коробки зі стрічкою на 24 постріли - 12 кг.
- Довжина зброї – 996 мм.
- Довжина ствола - 415 мм.
- Нарізи - 18 (правосторонні), крок 1219 мм.
- Початкова швидкість гранати – 240 м/с.
- Ефективна дальність стрільби - 1500 м.
- Максимальна дальність стрільби - 2200 м.
- Темп стрільби - 215 в/хв.

## Оператори
- Іспанія
- Колумбія
- Португалія
- Бразилія